# Antoni Kolberg

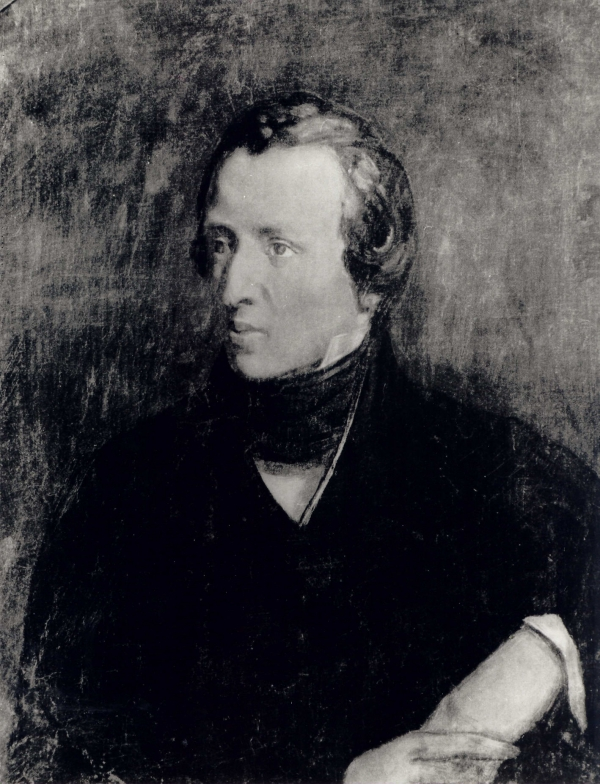
Portret Fryderyka Chopina (1848)

Antoni Karol Kolberg (ur. 13 czerwca 1815 w Machorach, zm. 19 grudnia 1882 w Warszawie) – artysta malarz.

## Życiorys
Antoni był synem kartografa Juliusza Henryka i Karoliny Fryderyki Henrietty Mercoeur, ewangelików, bratem Wilhelma i Oskara Kolbergów oraz Julii (1810–1817 Przysucha), Gustawa Alberta Karola Rudolfa (29.07.1821–13.12.1823) oraz Juliusza Adolfa (11.05.1818–26.05.1843).

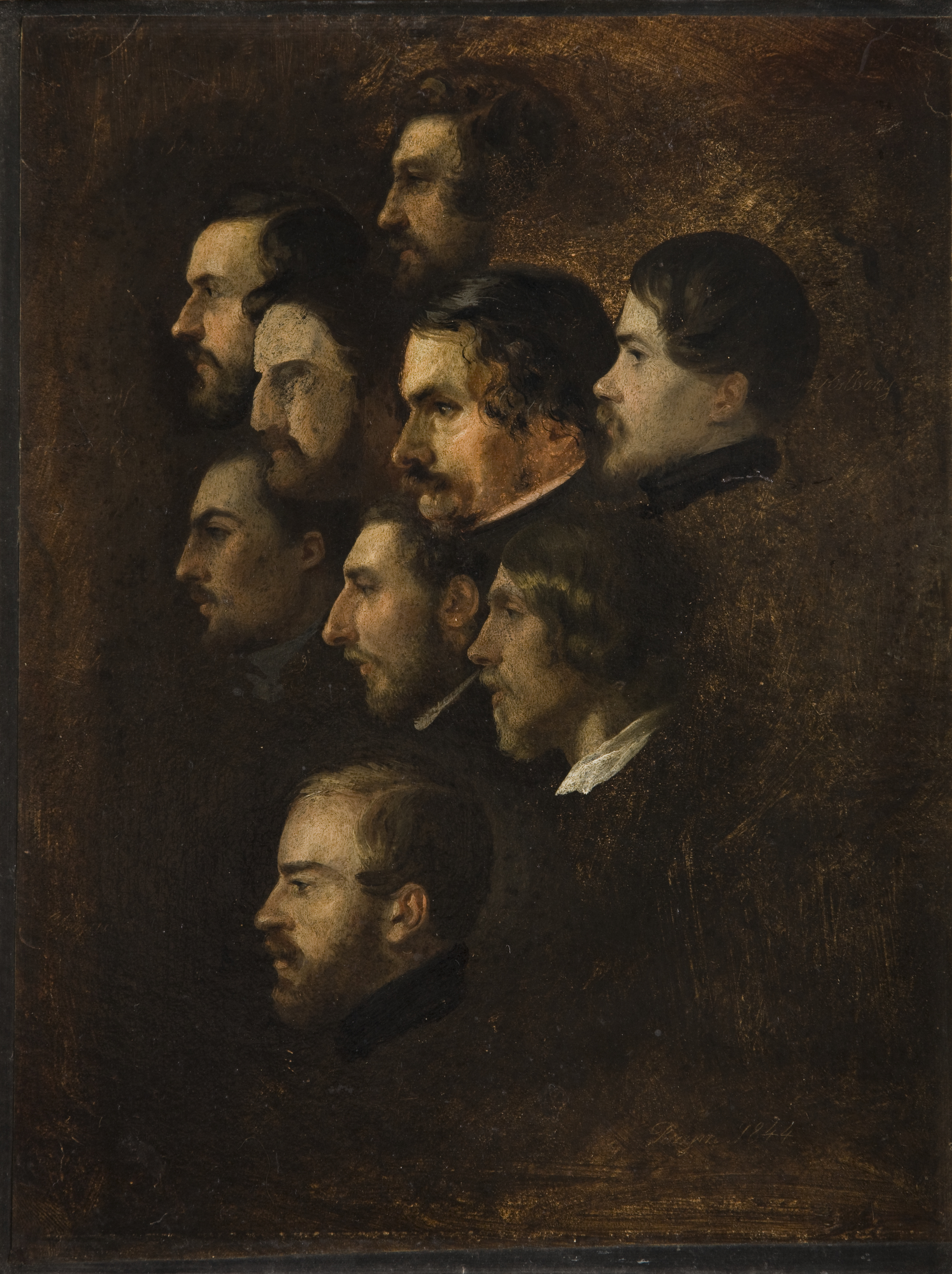
Romuald Chojnacki, Portret zbiorowy kolonii polskiej w Rzymie, olej na tekturze, 1844

W roku 1831 ukończył Liceum Warszawskie i podjął studia sztuk pięknych u Aleksandra Kokulara i Józefa Brodowskiego. W latach 1837–1840 kontynuował studia na Akademii Sztuk Pięknych w Berlinie. Po powrocie do Polski dostał złoty medal za obraz „Św. Emilia”, przyznano mu także stypendium na dwuletni pobyt w Italii, gdzie przebywał do roku 1843. Możliwą datą wyjazdu z Rzymu jest też rok 1844, w którym powstał obraz Portret zbiorowy kolonii polskiej w Rzymie Romualda Chojnackiego, na którym malarz został przedstawiony z innymi przedstawicielami rzymskiego środowiska artystycznego Polaków, między innymi z Cyprianem Kamilem Norwidem.
W drodze powrotnej odwiedził w Paryżu przyjaciela z lat młodości w Warszawie, Fryderyka Chopina i namalował portret artysty, prawdopodobnie ostatni wykonany za jego życia (zniszczony w czasie Powstania Warszawskiego).
Na podstawie rysunku Antoniego Kolberga z 1832 przedstawiającego pokój w mieszkaniu Chopinów przy ulicy Krakowskie Przedmieście został później zrekonstruowany Salonik Chopinów w Warszawie.
Po powrocie z Włoch Kolberg osiadł na stałe w Warszawie, zajmując się malarstwem i dorabiając przy niepewnych dochodach artysty jako nauczyciel rysunku i malarstwa w stołecznych gimnazjach. Tworzył klasycystyczne obrazy religijne, rodzajowe i portrety, a także dekoracje ścienne, m.in. w kościele w Wilanowie (zachowane) i we wnętrzach Hotelu Europejskiego i Towarzystwa Kredytowego w Warszawie (zniszczone w czasie II wojny światowej).
Antoni Kolberg był dwukrotnie żonaty: 
- po raz pierwszy z ewangeliczką reformowaną Eleonorą Marconi (1832–1883), z którą miał m.in. syna Henryka Wilhelma (1861–1935), pioniera przemysłu optycznego w Polsce oraz córkę, Kazimierę Eleonorę (Kazię), żonę Władysława Marconiego.
- po rozwodzie z Eleonorą, poślubił swoją nieślubną bratanicę Karolinę Matyldę Gallasch (1841–1900), katoliczkę, z którą miał trzy córki katoliczki po matce:
  - Antoninę Kolberg (1872–1950) - „Antoniową” – żonę pisarza Stanisława Brzozowskiego,
  - Julię Karolinę (17.12.1874–03.04.1876),
  - Walentynę Kolberg-Szalitową (14.02.1877–19.03.1960; jej mężem był Edmund Szalit, adwokat i oficer Legionów Polskich)

Pochowany został obok rodziców i brata Wilhelma na cmentarzu ewangelickim w Warszawie (Al. 24 nr 34).

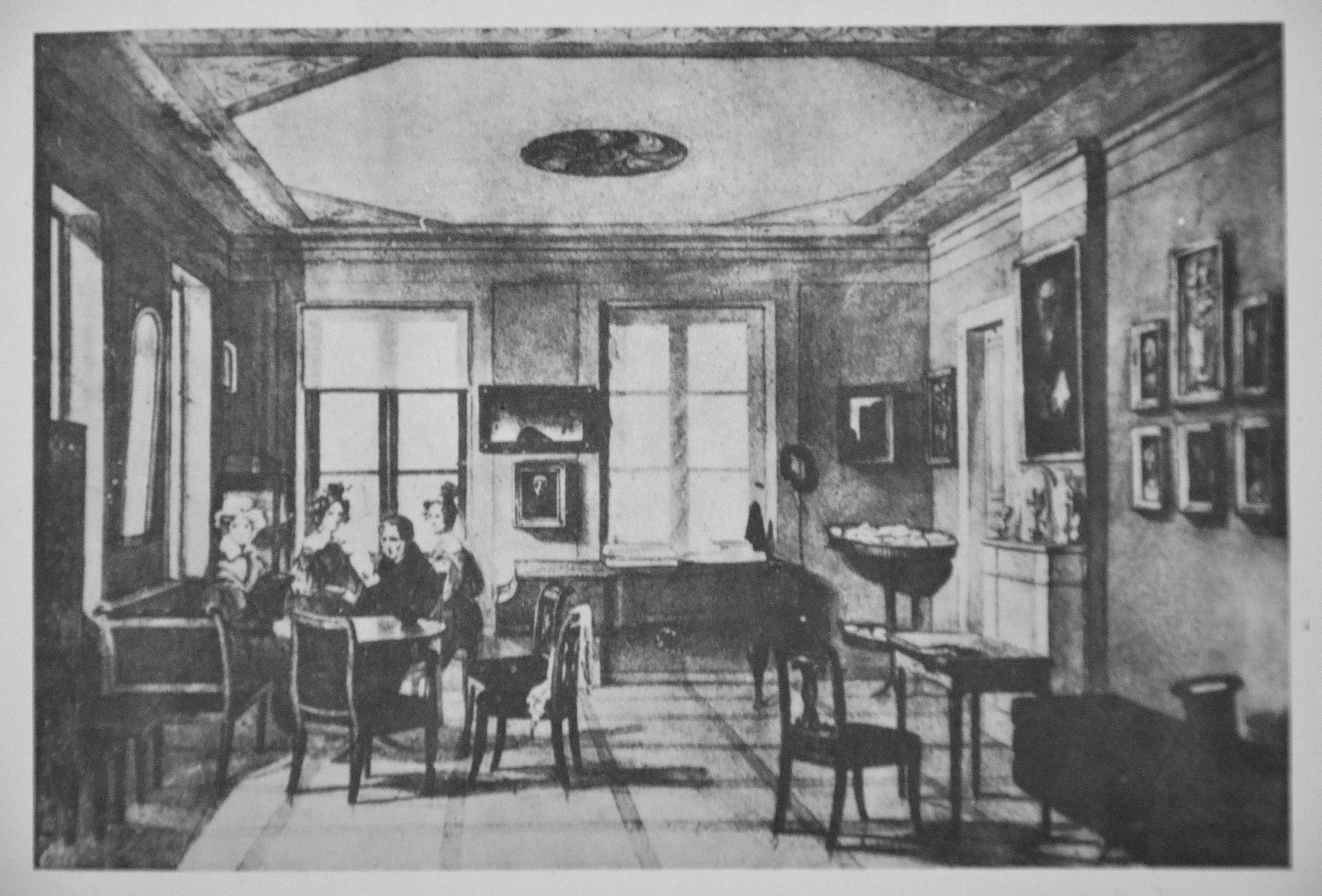
Salonik Chopinów na rysunku Antoniego Kolberga z 1832